# The Bad Touch
"The Bad Touch" é uma canção gravada pela banda norte-americana de rock alternativo Bloodhound Gang, lançado em 1999 como o primeiro single do álbum Hooray for Boobies. A canção se tornou um grande sucesso na Europa no final de 1999 e início de 2000, alcançando o primeiro lugar na Alemanha, Irlanda, Itália, Noruega, Escócia, Espanha e Suécia e chegando ao top 10 na Áustria, Dinamarca, Finlândia, Islândia, Suíça e Reino Unido. Fora da Europa, atingiu a posição de número 5 na Austrália, número 4 na Nova Zelândia, número 9 no Canadá e número 52 nos Estados Unidos. A canção foi remixada por muitos artistas, incluindo God Lives, Underwater, KMFDM e Eiffel 65.
O clipe da música apresenta a banda vestida com fantasias de "MonkeyRat" com orelhas enormes, em vários locais de Paris (incluindo a Place de l'Estrapade, Avenue de Saxe e Champ de Mars), e a Torre Eiffel é visível em muitas cenas. Uma cena no vídeo mostrando um casal de gays, que compartilham batatas fritas e são posteriormente espancados pelos membros da banda com baguetes, foi cortada após sua estreia. O GLAAD reclamou da cena para a MTV, afirmando que "uma cena de violência contra gays em qualquer contexto no clima de hoje não é aceitável". A MTV analisou o vídeo e sugeriu à Geffen Records que a cena fosse cortada. O vocalista Jimmy Pop comentou: "Eu daria a qualquer gay dois ingressos para o musical de Andrew Lloyd Webber de sua escolha se ele pudesse descrever exatamente quem se tornará violento com base nessa cena".

## Lista de faixas
US 12-inch single
A1. "The Bad Touch" (The Bloodhound Gang Mix)
A2. "The Bad Touch" (The Eiffel 65 Mix)
A3. "The Bad Touch" (The God Lives Underwater Mix)
B1. "The Bad Touch" (The Rollergirl Mix)
B2. "The Bad Touch" (The K.M.F.D.M. Mix)
B3. "The Bad Touch" (The Bully Mix)
US and Canadian promo CD single
1. "The Bad Touch" (The Radio Edit) – 3:37
2. "The Bad Touch" (The Eiffel 65 Mix) – 3:34

European CD single
1. "The Bad Touch" (LP version) – 4:23
2. "Along Comes Mary" (The Bloodhound Gang Mix) – 3:20

European 12-inch single
A1. "The Bad Touch" (Eiffel 65 Extended Mix) – 4:28
A2. "The Bad Touch" (12-inch Rollerbabe Mix) – 5:59
B1. "The Bad Touch" (album version) – 4:19
B2. "The Bad Touch" (12-inch Instrumental Rollerboogie Mix) – 5:55
European and Australian maxi-single
1. "The Bad Touch" (LP version) – 4:23
2. "The Bad Touch" (The God Lives Underwater Mix) – 4:26
3. "The Bad Touch" (The K.M.F.D.M. Mix) – 4:19
4. "Along Comes Mary" (The Bloodhound Gang Mix) – 3:19
5. "Kiss Me Where It Smells Funny" (video) – 3:27